# Wilhelmsaue (Letschin)
Wilhelmsaue, bis 1974 eigenständiges Dorf, ist heute eine Ortslage in der Gemeinde Letschin im Landkreis Märkisch-Oderland in Brandenburg.

## Geschichte
Der Ort wurde noch vor der Trockenlegung des Oderbruches als ein Vorwerk des königlichen Amtes Wollup (Staatsdomäne) gegründet. Von 1722 bis 1726 wurde Vorwerk erbaut.
Seit 1836 war der Ort eine Gemeinde im Landkreis Lebus, wobei er davor Teil des Kreises Küstrin war. Ab 1945 war die Gemeinde im neu gebildeten Kreis Seelow. Am 1. Februar 1974 verlor Wilhelmsaue seinen Status als Gemeinde und wurde zu einem Teil von Letschin, ohne einen eigenen Status als Ortsteil zu erhalten.

### Einwohnerentwicklung
| Jahr          | 1875 | 1890 | 1910 | 1925 | 1933 | 1946 |
| Einwohnerzahl | 433  | 359  | 331  | 323  | 328  | 390  |

## Kultur und Sehenswürdigkeiten

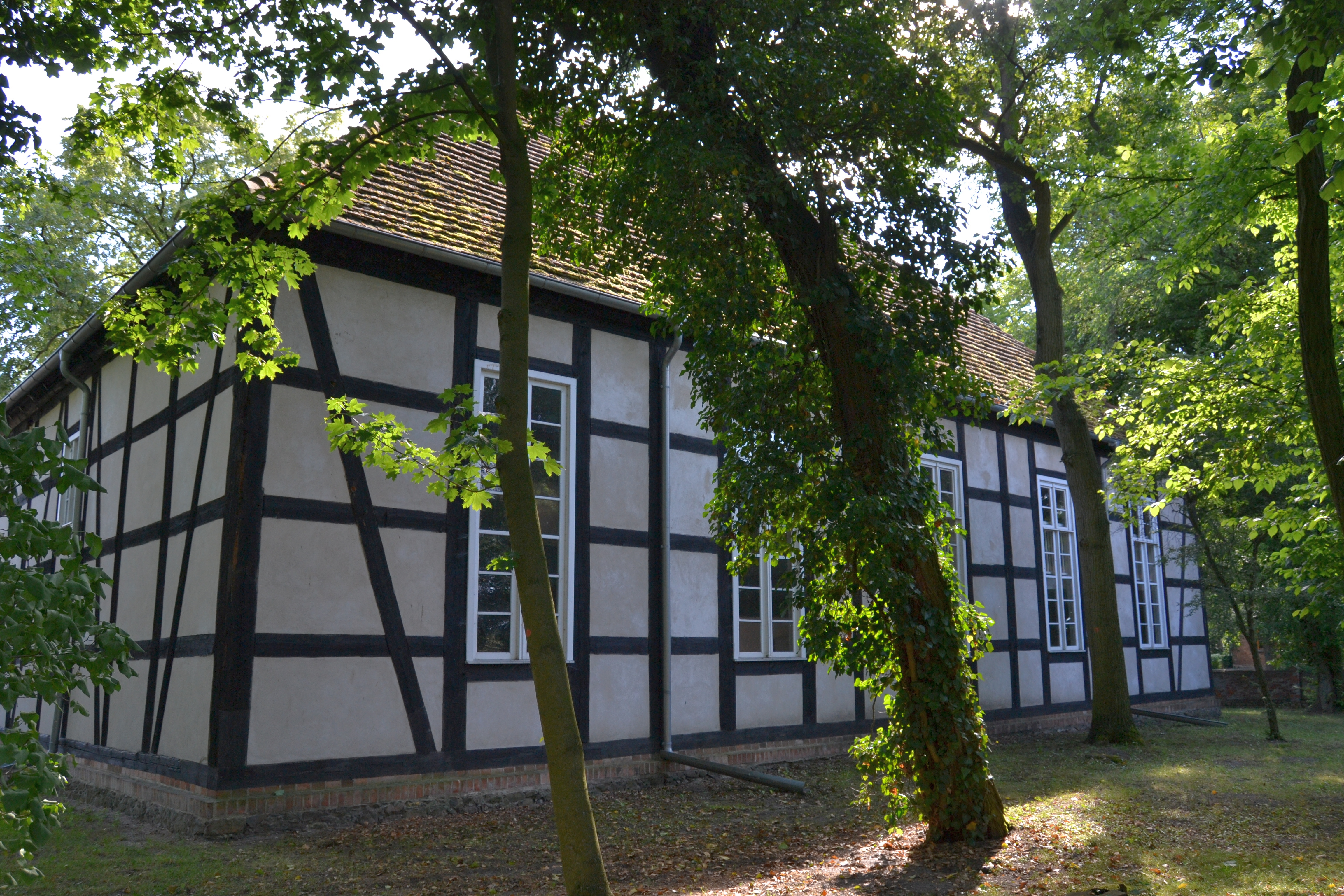
Dorfkirche in Wilhelmsaue

In der Liste der Baudenkmale in Letschin finden sich die in der Denkmalliste des Landes Brandenburg eingetragenen Baudenkmale des Ortes.

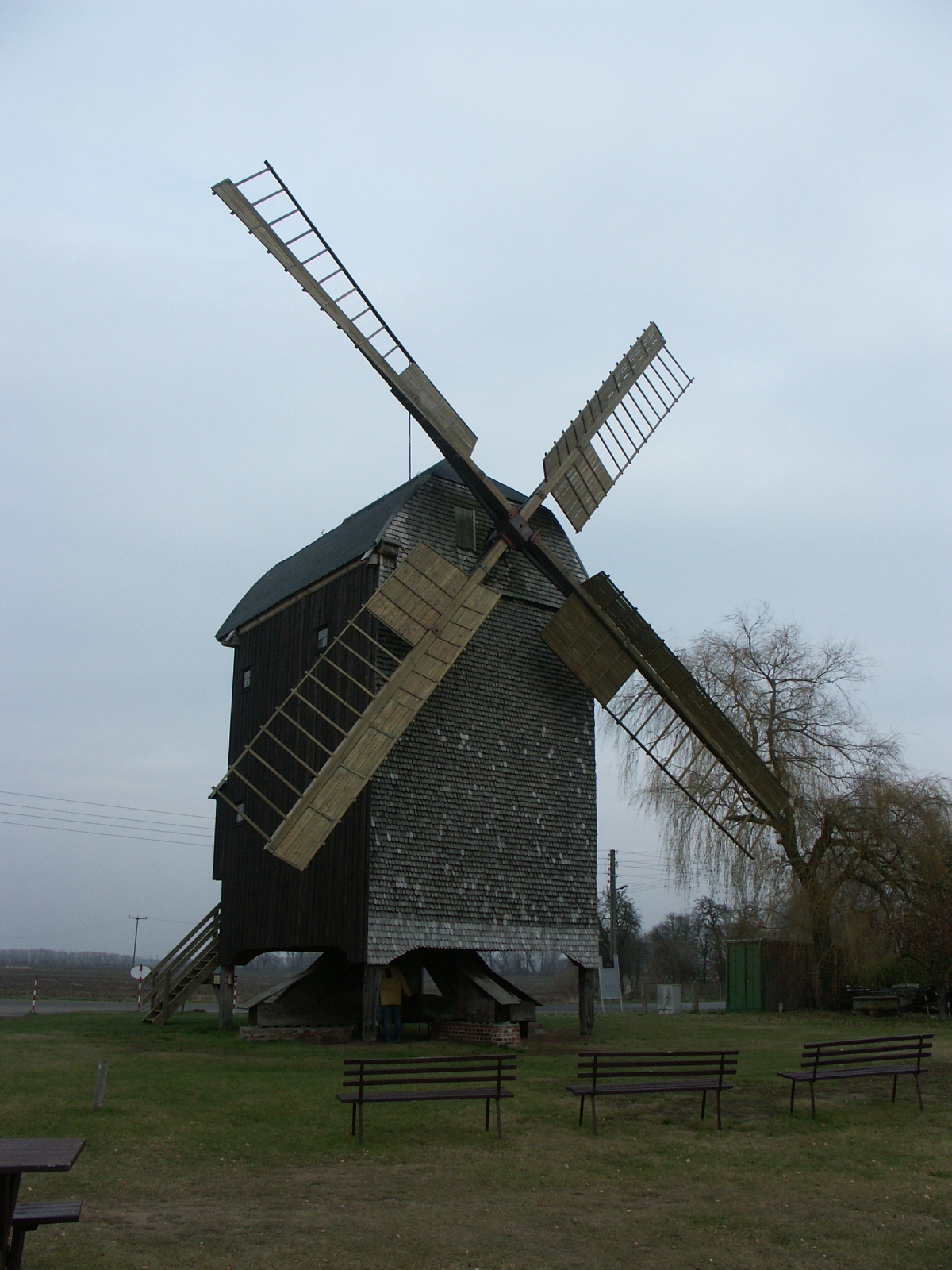
Bockwindmühle in Wilhelmsaue, 2005

### Ausstellungen & Museen
- die Bockwindmühle Wilhelmsaue – letzte funktionstüchtige Windmühle im Oderbruch
- die Fachwerkkirche Wilhelmsaue – 1830 erbaut und erstmals 1956–1957 renoviert[4]

### Veranstaltungen
- alljährliches Mühlenfest[5] der Bockwindmühle